# 沃爾特大區
沃爾特大區（英語：Volta Region）是加納的16個大區之一，位於該國東南部，首府霍城，下分18縣，北臨奧蒂大區，東接多哥，南臨畿內亞灣，西南與大阿克拉大區接壤，西臨東部大區與東博諾大區，面積9,504平方公里，2010年人口2,118,252人。奧蒂大區原屬此大區北部之一部分，惟於2018年迦納新大區公民投票結果而劃出新設。
原为德意志帝国殖民地，1884年归属德意志帝国的多哥兰管辖。1916年8月26日，英軍入侵多哥蘭，德國投降，多哥蘭西部歸英代管，是為「英屬多哥蘭」。1920年，國際聯盟承認英國對多哥蘭的佔領，並把其列為國際聯盟委任管治國，委任英國管治西多哥蘭。而從這段時間開始，英國把英屬多哥蘭與原來的殖民地一起管理，是為英屬黃金海岸。1956年12月并入加纳。